# Luxemburg történelme
Luxemburg, mint önálló állam történelme 963-ban kezdődött, amikor Siegfried de Ardennes gróf megvásárolt egy romos erődítményt a trieri apátságtól. A gróf újjáépítette a jól védhető helyen, egy sziklafal tetején lévő, Luxemburg nevű várat, amely köré falu, majd városka települt. Siegfried leszármazottai egy évszázaddal később már Luxemburg grófjának nevezték magukat. A család generációi tovább bővítették az erődöt, míg az Európa egyik legnehezebben bevehető várává nőtte ki magát; "Észak Gibraltárjaként" is emlegették. 1312-ben Heinrich von Luxemburg grófot német-római császárrá koronázták. A családból később IV. Károly és Zsigmond (utóbbi magyar király is volt) is viselte a tisztséget. Károly 1353-ban öccse számára a grófságot hercegséggé emelte.
A Luxemburg-ház kihalása után a burgundiai hercegek, majd a Németalfölddel együtt a Habsburgok szerezték meg Luxemburgot. A 16. század közepén, a Habsburg-dinasztia kettéválásával a hercegség spanyol ághoz került. A spanyol örökösödési háború után Dél-Németalföld (és Luxemburg) Ausztriáé lett. Napóleon Franciaországhoz csatolta a hercegséget, majd a francia császár bukása után ismét önállóvá vált, de – immár nagyhercegségként – perszonálunióba került Hollandiával. 1867-ben Franciaország felajánlotta, hogy megvásárolja a holland királytól, de az esetből majdnem háború lett, mert Poroszország nem tűrte hogy a német ajkú luxemburgiak Párizs fennhatósága alá kerüljenek (luxemburgi válság). 1890-ben III. Vilmos holland király halála után felbomlott a perszonálunió és a nagyhercegség formálisan is függetlenné vált.
Az első és a második világháborúban Luxemburg bejelentette semlegességét, ennek ellenére Németország mindkét alkalommal megszállta és 1942-ben annektálta is. A második világháború után Luxemburg aktív külpolitikába kezdett és az európai integráció egyik élharcosává vált. Tagja volt a Benelux együttműködésnek, az európai szén- és acélközösségnek, valamint az Európai Gazdasági Közösségnek. Az Európai Bizottság elnökei közül 2017-ig hárman voltak luxemburgi származásúak. A 20. század második felében gazdasága a pénzügyi szolgáltatásokra specializálódott és olyan sikeresen működött, hogy 2017-ben Luxemburg produkálta  a világ hatodik legmagasabb egy főre eső GDP-jét.

## Őstörténet
A mai nagyhercegség területén az ember legkorábbi nyomai 35 ezer évvel ezelőttre nyúlnak vissza. A legrégebbi eszközöket – díszített csontokat – Oetrange mellett találták.
A neolitikus korszakból, mintegy 5 ezer évvel időszámításunk előttről, a régészek házak maradványait ásták ki. Ezekre a leletekre az állam déli részén, Grevenmacher, Diekirch, Aspelt Weiler-la-Tour falvaknál bukkantak. A házak váza  gerendákból készült, a falak sárral bevont vesszőfonatból, a tető pedig nádból vagy szalmából. Remerschennél cserépedényeket is találtak. A bronzkorban, az i.e 13. és i.e. 8. század között Luxemburg továbbra is lakott volt; Nospelt, Dalheim, Mompach és Remerschen mellett ástak ki településmaradványokat, cserépedényeket, késeket és ékszereket.
A vaskorban (i.e. 600-i.sz. 100) kelták lakták a vidéket. A helyi gall törzs, akiket a rómaiak treverusoknak (treveri) neveztek  az i.e. 1. században értek fejlődésük csúcspontjára. A Mosel völgyében (Luxemburg mellett Németország nyugati és Franciaország keleti részén) számos megerődített települést, oppidumot alapítottak. A legnagyobb kelta temetőt a Titelbergen találták.

## Ókor és kora középkor
A Julius Caesar vezette rómaiak i.e. 53-ban foglalták el a régiót. Az első írott utalás a nagyhercegség területére Caesar Commentarii de Bello Gallico írásából származik. A treverek a többi gallhoz képest inkább voltak hajlandóak együttműködni a rómaiakkal és gyorsan alkalmazkodtak a római civilizációhoz. Bár az i.sz. 1. században két felkelésben is részt vettek, ez hosszú távon nem ásta alá baráti viszonyukat Rómával. A treverek földje előbb Gallia Celtica, majd Domitianus császár reformja után Gallia Belgica provinciához tartozott.
A 4. századtól kezdve Gallia Belgica a frankok támadásainak színterévé változott és 406-ban a rómaiak kiürítették a provinciát. A leendő nagyhercegség területe a 480-as évekre a Merovingok Austrasia területének, később pedig a Karoling birodalom részévé vált. A 843-as verduni szerződés után a Középső Frank Királysághoz, 855 után pedig a Lotaringiai Királysághoz került. Az utóbbi 959-es felosztása után A Német-római Birodalom Felső-Lotaringiai Hercegségének részévé vált.

## A grófság

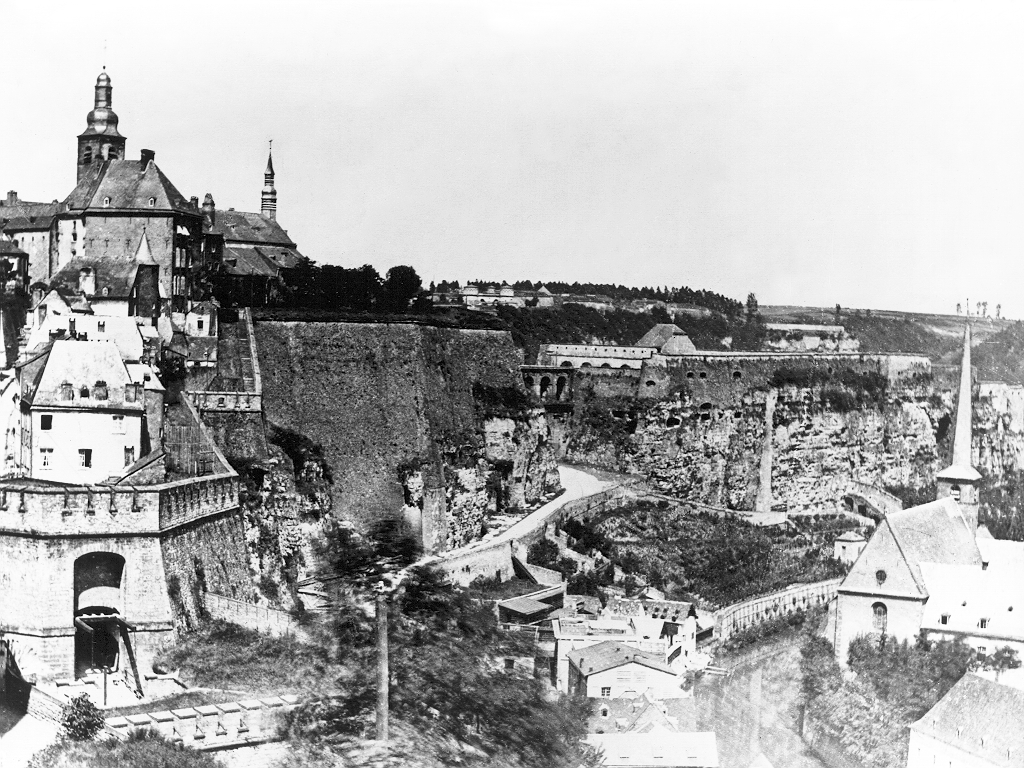
A luxemburgi vár 1867-es lebontása előtt

A mai állam története Luxemburg várának építésével kezdődik. 963-ban az Ardennes-Verdun családba tartozó Siegfried gróf megszerzett a trieri Szt. Maximinus apátságtól egy Lucilinburhuc nevű romos (talán római építésű) erődöt. Az Alzette folyó fölé emelkedő Bockfield nevű sziklafal tetején szinte bevehetetlen várat építtetett, amely a Reims és Trier közötti régi római utat ellenőrizte.
A vár köré hamarosan falu és piac települt, amelynek első lakói feltehetően a gróf szolgáiból álltak. Ennek védelmére részleges fal és sáncárok épült. A Bockfiels és a római út közötti falun kívül egy másik település is létrejött az Alzette völgyében: ez ma Luxemburg városának Grund negyede.
Siegfried utódai kibővítették a várat. I. Konrád (1059–1086) volt az első, aki Luxemburg grófjának nevezte magát. Fiáról III. Henrikről tudjuk, hogy ő már állandóan a várban lakott. Egy 1089-es oklevélben "comes Henricus de Lutzeleburg"-ként említik. 1083-ban a városkának két temploma volt és híd vezetett át az Alzette és Petruss folyókon. Konrád a vár mögött dombon megalapította az altmünsteri bencés kolostort.
1136-ban II. Konrád gróf örökös nélkül halt meg és az Ardennes-Luxembourg dinasztia kihalt. III. Lothár császár a grófságot Konrád anyai ági unokatestvérének, a Namur-házbeli Vak Henriknek adományozta. Az ő halála után Rőtszakállú Frigyes császár fia, Ottó burgundiai gróf követelte magának Luxemburgot, de Henrik lányának, Ermesindének sikerült annyi támogatást szereznie (amiben segítette férje, Bar grófja), hogy visszaszerezze a várat és a birtokot.
Az egymást követő grófok folyamatosan továbbépítették az erődöt, míg szerencsés fekvésének is köszönhetően Európa egyik legbevehetetlenebb várává fejlődött. „Észak Gibraltárjaként” is emlegették. Henrik luxemburgi grófot 1308-ban római királlyá választották, 1312-ben pedig a Német-római Birodalom császárává koronázták: a Luxemburgi-házból még ketten viselték ezt a címet. Az ő fia, Vak János 1310-ben Csehország királya is lett, így a dinasztia központja Prágába költözött.
IV. Károly császár 1353-ban féltestvére, Vencel részére létrehozta Luxemburg hercegségét, amely Luxemburg, Durbuy, Laroche és Vianden grófságokból, Arlon őrgrófságából, valamint Thionville, Bitburg és Marville városokból tevődött össze.

## Az önállóság elvesztése
1443-ban kihalt a Luxemburgi-ház, a hercegség pedig a Valois-házból való Jó Fülöp burgundiai hercegre szállt. Az ő fia, Merész Károly 1477-ben csatában elesett és a burgundiai hercegek valamennyi németalföldi birtokát egyetlen lánya és annak férje, a Habsburg-házba tartozó Miksa (később német-római császár) örökölte.
Luxemburg és Németalföld ezután a Habsburg-császárok, majd a dinasztia osztrák és spanyol ágra való szétválasztása után a spanyol királyok uralma alá került. 1598-ban II. Fülöp a lányára, Izabella Klára Eugéniára bízta Németalföldet, aki VII. Albert  osztrák főherceghez ment feleségül. Mivel Albert Luxemburgi Zsigmond leszármazottja volt, Luxemburg egy időre visszakerült a régi Luxemburgi-ház örököseinek kezébe. Albert azonban gyermektelenül halt meg 1621-ben, és a hercegség visszakerült IV. Fülöp spanyol királyhoz.
1684-ben XIV. Lajos francia király serege másfél hónapos ostrom után bevette a várat, ami nagy felzúdulást keltett Franciaország szomszédai között és létrehozták az augsburgi ligát. Az ezt követő kilencéves háború után 1697-ben Lajos kénytelen volt visszaadni azt a Habsburgoknak. A francia megszállás alatt az erődöt a híres hadmérnök, Sébastien de Vauban tervei alapján megerősítették.
A spanyol örökösödési háború után Spanyolország trónjára a Bourbon-házból való király került, Dél-Németalföldet pedig Ausztriához csatolták. Az osztrák uralkodók szívesen elcserélték volna a messze lévő, nehezen védhető Németalföldet Bécshez közelebb eső területekért. Történtek tárgyalások a bajor választófejedelmekkel, de nem sikerült megegyezniük. II. József szerződést kötött Károly Tivadar pfalzi választófejedelemmel, hogy bajor és frank birtokaiért cserébe átadja neki a Luxemburgi Hercegséget, de a terv Poroszország ellenállásán megbukott.
A francia forradalom után az első koalíciós háború során Luxemburgot megszállta a forradalmi hadsereg, annektálták és 1795-ben Forêts megyéhez csatolták. 1798-ban a luxemburgi parasztok fellázadtak a francia uralom ellen, de ellenállásukat gyorsan leverték.

## A független Luxemburg

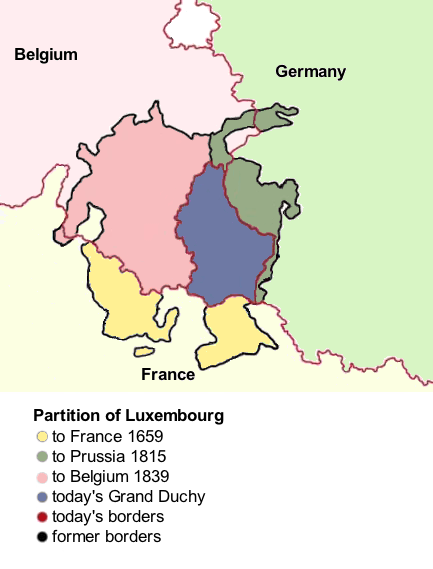
Luxemburg három felosztása

A hercegség egészen Napóleon 1815-ös bukásáig francia uralom alatt maradt. A bécsi kongresszuson önálló állami státuszt kapott, bár északkeleti részét Poroszország Jülichi Hercegségéhez csatolták. A herceg személyét illetően komoly vita bontakozott ki: a francia Bourbonok, a porosz és a holland király egyaránt igényt tartottak a koronára, viszont a terület korábban osztrák fennhatóság alá tartozott. Végül Hollandia és Poroszország megegyezett: a porosz király megkapta a holland uralkodó birtokában lévő közép-németországi Oránia–Nassaui Hercegséget, cserébe lemondott Luxemburgról.
A francia és porosz oldalról némileg megcsonkított Luxemburgot nagyhercegséggé emelték és uralkodója a holland király, I. Vilmos lett. Státusza azonban kettős volt, nem tagozódott be a Holland Királyságba. A nagyhercegség tagja volt a porosz dominanciájú Német Szövetségnek, a híres luxemburgi várban pedig porosz helyőrség állomásozott. 

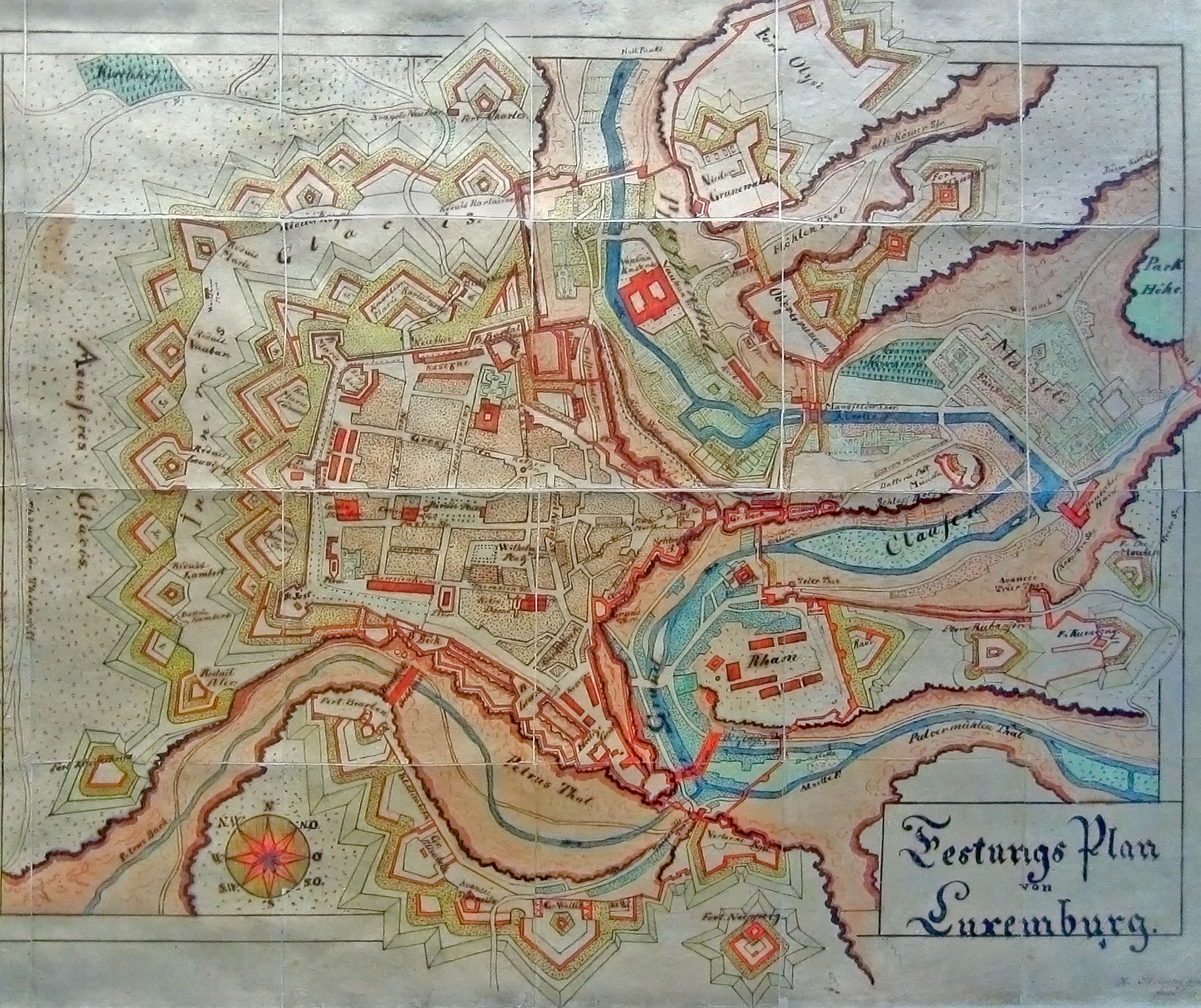
Luxemburg városának erődjei

A luxemburgiak többsége csatlakozott a holland uralom ellen 1830-ban kitörő belga forradalomhoz. 1830 és 1839 között – az erőd és közvetlen környéke kivételével az új belga állam része volt. Az 1839-es londoni szerződés tisztázta a helyzetét: önálló állam lett, amelyet perszonálunió fűzött Hollandiához. Egyúttal a nagyhercegség vallonok lakta nyugati felét Belgiumhoz csatolták (ma Luxembourg megye).
A megmaradó ország döntően németajkúvá vált, bár a francia kulturális hatás továbbra is erős maradt. A belga piac elvesztése is  hátrányosan érintette a helyi gazdaságot. Emiatt 1842-ben csatlakoztak a Német Vámunióhoz (Zollverein). Luxemburg azonban így is elmaradott agrárország maradt az egész 19. század során; emiatt 1841 és 1891 között a lakosság egyötöde kivándorolt Amerikába.

## A luxemburgi válság
A 19. század közepére nyilvánvalóvá vált, hogy Németország előbb-utóbb egyesülni fog, de a vezető szerepet Poroszország és Ausztria egyaránt magának követelte. Bismarck porosz kancellár fegyverrel szándékozta eldönteni a kérdést. 1865. októberében Biarritzban találkozott III. Napóleon francia császárral, hogy biztosítsa Franciaország semlegességét; cserébe szóban megígérte, hogy Belgium és Luxemburg Párizs befolyási zónájába kerülhet.
1866-ban Poroszország gyors győzelmet aratott az osztrákok felett és utána a kis északnémet államokat egy konföderációban, az Északnémet Szövetségben egyesítette. III. Napóleon arra számított, hogy Bismarck tartja magát a megállapodáshoz, és felajánlotta a pénzügyi nehézségekkel küszködő III. Vilmos holland királynak, hogy ötmillió guldenért megveszi tőle Luxemburgot. 
Vilmos elfogadta az ajánlatot, de a nacionalista német közvélemény felháborodással fogadta a tranzakció hírét, és ennek hatására Bismarck letagadta a megállapodást. Poroszország háborúval fenyegetőzött, ha Franciaország annektálja Luxemburgot. Viszonzásul Párizs a porosz várőrség kivonását követelte. Végül II. Sándor orosz cár közvetítésével Londonban ültek össze a felek és megállapodtak, hogy fenntartják a korábbi állapotot.
III. Vilmos 1890-ben fiúörökös nélkül halt meg. A holland koronát lánya, Vilma örökölte, de Luxemburgban a száli törvények voltak érvényben, amely tiltotta a női örökösödést. A nagyhercegség az 1783-ban kötött nassaui örökösödési szerződés alapján Vilma anyjának nagybátyjához, Adolf volt nassaui herceghez került. A továbbiakban a nagyhercegek egészen 1985-ig a Nassau-Weilburg dinasztiából származtak.

## Az első világháború

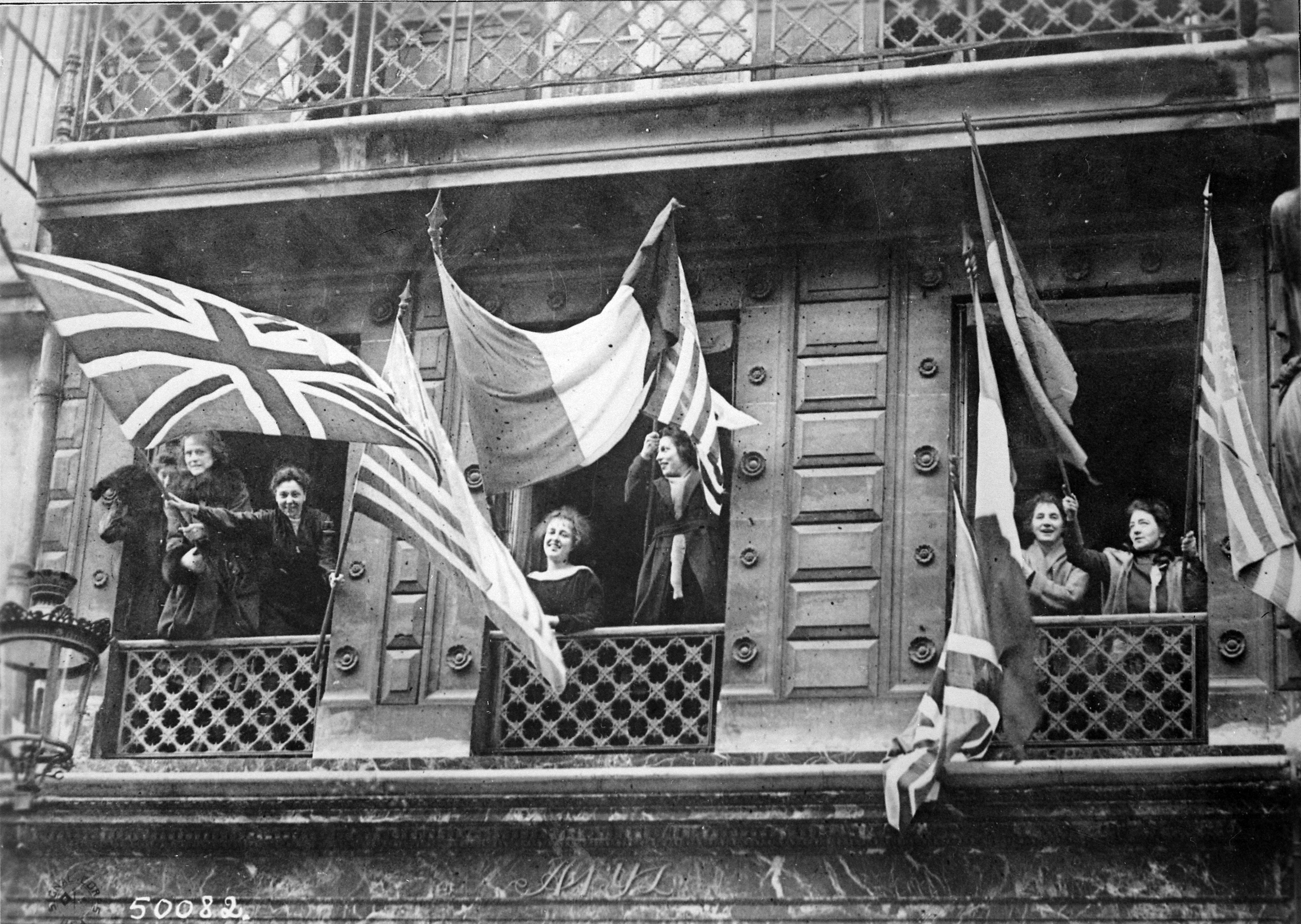
A luxemburgiak ünneplik az antant katonáinak bevonulását (1918 november)

Az első világháború kitörése után Luxemburg semlegesnek nyilvánította magát, de ennek ellenére a németek ellenállás nélkül megszállták a Németország és Franciaország közé szorult kis hercegséget. A fiatal Mária Adelaida nagyhercegnő és Paul Eyschen miniszterelnök tiltakozott az ország szuverenitásának megsértése miatt, de sokat nem tehettek ellene. A megszállás alatt továbbra is működtek a luxemburgi politikai és közigazgatási intézmények. A politikai stabilitást felborította, amikor az országot 27 éve irányító miniszterelnök 1915 októberében meghalt. Több kormány is követte egymást és a háborús élelmiszerhiány miatt egyre nőtt a lakosság elégedetlensége.
1918 novemberében a németek visszavonultak és az országba amerikai és francia csapatok vonultak be. A nagyhercegség helyzete bizonytalanná vált, Belgium annektálni szerette volna, a francia kormány pedig nem volt hajlandó tárgyalni a német kollaborációval vádolt nagyhercegnővel. Ilyen körülmények között 1918 decemberében és 1919 januárjában két szocialista felkelés és egy republikánus katonai lázadás tört ki, de ezeket gyorsan elfojtották. Mária Adelaida végül lemondott húga, Sarolta javára. A német vereség után felbontották a Németországgal mindig érvényben lévő vámuniót és a vasúti koncessziós államszerződést.

## Két háború között
Luxemburg 1921-ben gazdasági és monetáris unióra lépett Belgiummal. Ezzel együtt a 20. század során Németország maradt a legfontosabb gazdasági partnere.
Bevezették a nőket is érintő általános választójogot. Az országot a század során rövid időszakok kivételével a Jobboldali Párt (Rechtspartei) kormányozta. 1925–26 és 1974–79 között a liberális és szociáldemokrata pártok koalíciójának sikerült kormányra jutnia. A Jobboldali Párt sikerét részben az egyház támogatásának köszönhette: a lakosság több mint 90%-a katolikusnak vallotta magát.
Külpolitikai téren Luxemburg igyekezett hangsúlyozni szuverenitását és aktívan részt vett a nemzetközi szervezetek működésében. 1920-ban belépett a Népszövetségbe. A gazdaságban csökkent a mezőgazdaság szerepe, beindult az iparosodás, de főleg a szolgáltatási szektor. Míg 1907-ben a munkavállalók 18%-a dolgozott a gazdaság ebben az ágában, 1935-re az arány 31%-ra nőtt.
Az 1930-as években az egyre inkább polarizálódó nemzetközi helyzetben a kormány igyekezett elnyomni a kommunisták által szított  elégedetlenséget az ipari munkások körében és barátságos viszonyt tartott fent a náci Németországgal. 1937-ben az ún. "szájkosártörvénnyel" megpróbálták betiltani a kommunista pártot, de a törvényt egy népszavazás elutasította.

## A második világháború

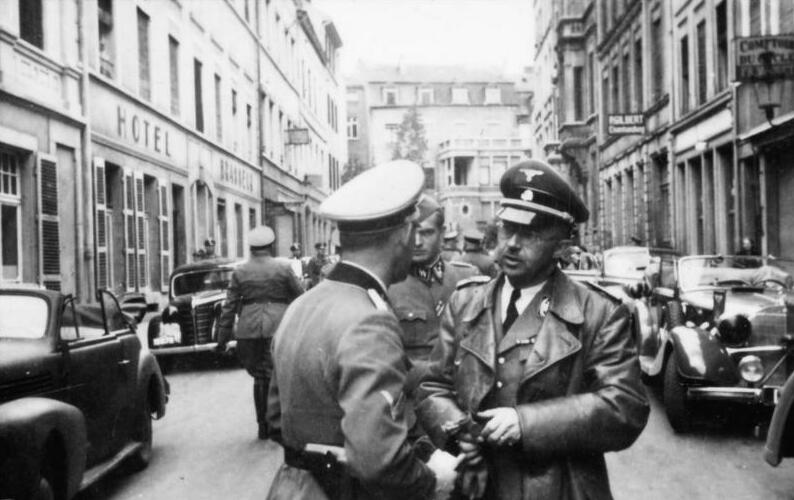
Heinrich Himmler luxemburgi látogatásán (1940 július)

A világháború kitörésekor, 1939. szeptember 6-án a Luxemburg kinyilvánította semlegességét. 1940. május 10-én, a Franciaország és Belgium elleni támadás keretein belül a német hadsereg megszállta az országot. Számottevő ellenállás nem volt: néhány hidat felrobbantottak és aknákat helyeztek ki, valamint a rendőrség rálőtt a megszálló német katonákra, de gyorsan lefegyverezték őket. A fővárost délre elfoglalták. Az akcióban hat luxemburgi rendőr és egy katona megsebesült, 75 fogságba esett.
A nagyhercegi család Franciaországon és Portugálián keresztül az Egyesült Államokba menekült. Sarolta nagyhercegnő a háború során a BBC-n keresztül üzent a népének. Az ország 1942 augusztusáig maradt megszállt státuszban, amikor is Németország annektálta és Moselland gauhoz csatolta. A luxemburgiakat mint német állampolgárokat behívták katonai szolgálatra. 13 ezren szolgáltak a német hadseregben és közülük 2848-an estek el a harcokban.
A luxemburgiak passzív ellenállással válaszoltak a megszállásra. Az ún. "kitűzőháború" során nemzeti színeiket ábrázoló kitűzőt hordtak, a népszámlálás során a német helyett 95%-uk a luxemburgit jelölte meg nemzetiségként és miután a francia beszédet betiltották, beszédükbe visszatért az addig kiszorulóban lévő helyi dialektus, amelyből a háború után írott nyelv lett.
A kényszersorozás bejelentése után 1942. augusztus 30-án országos sztrájk kezdődött, amely megbénította a közigazgatást és a gazdaság működését. A németek kíméletlenül leszámoltak a sztrájkolókkal: 21-et kivégeztek, több százat koncentrációs táborokba zártak.
Luxemburgot az amerikaiak szabadították fel 1944 szeptemberében. A fővárost szeptember 10-én érték el. Az ardenneki offenzíva során a németek pár hétre ismét visszatértek az ország északi felére, de 1945 januárjára véglegesen kiűzték őket.
1944 decembere és 1945 februárja között a német parancsnokság az eredetileg London lövetésére tervezett V3 szuperágyúval lövette Luxemburg városát. Két ágyú összesen 183 lövedéket lőtt ki, de ebből csak 44 találta el a várost. Az áldozatok száma 10 halott és 35 sebesült volt.
A második világháború során az 1939-beli 293 ezres luxemburgi lakosságból összesen 5 259-en haltak erőszakos halált.

## A modern Luxemburg

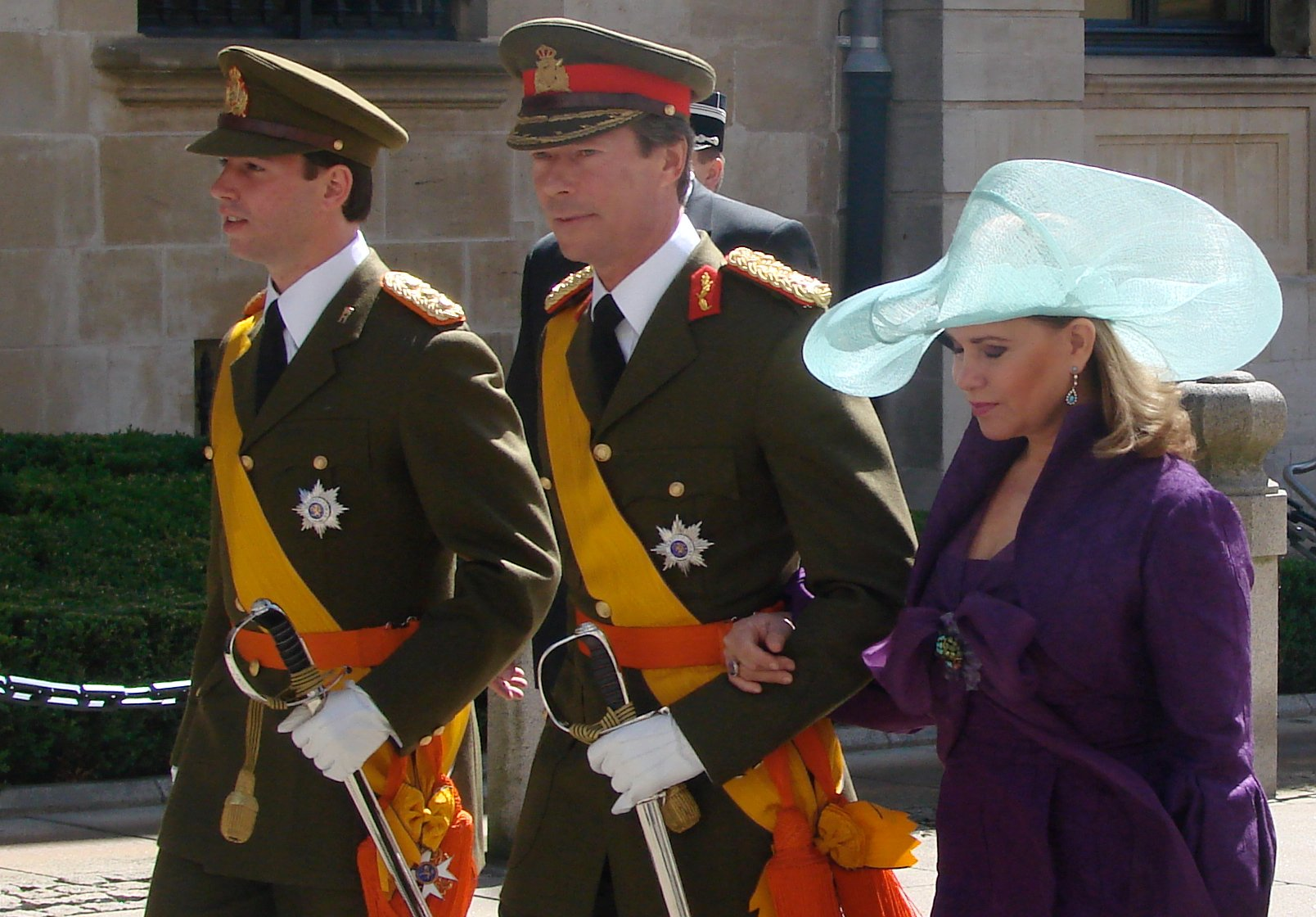
Henrik nagyherceg (középen) feleségével és a trónörökössel

A háború után Luxemburg felhagyott semlegességi politikájával és alapító tagjává vált az ENSZ-nek és a NATO-nak. 1948-ban Belgiummal és Hollandiával közösen létrehozta a Benelux vámuniót, 1957-ben pedig aláírta az Európai Gazdasági Közösséget létrehozó római szerződést. Luxemburg a kezdetektől fogva támogatta az európai országok integrációját. A kis államból az Európai Bizottság három elnöke is származott: Gaston Thorn (1981-1985), Jacques Santer (1995-1999) és Jean-Claude Juncker (2014-). Az Európai Unió létrejötte után több intézménynek – mint pl. az Európai Bíróságnak – a nagyhercegség adott otthont.
Az ország 1999-ben csatlakozott az euróövezethez.
Az országban jellemző volt a háromnyelvűség, a hétköznapi kapcsolatokban a luxemburgi dialektust használták, de németül írtak és a hivatalos iratok és jogszabályok nyelve a francia volt. 1985-ben a luxemburgi vált a nagyhercegség hivatalos nyelvévé. Ugyanebben az évben ismeretlen elkövető több robbantást hajtott végre távvezetékek és egyéb létesítmények ellen.
Sarolta nagyhercegnő 1964-es halála után fia, János örökölte a trónt. János 1998-ban feladatai nagy részét áttestálta fiának, Henriknek, majd 2000. október 7-én lemondott az ő javára.
A 20. század második felében alapvetően megváltozott a luxemburgi gazdaság szerkezete. A 70-es évek közepén kezdődő acélipari válság majdnem recesszióba taszította az országot, de a 60-as évek végétől megindult a pénzügyi szolgáltatásokra való átállás és a szektor olyan gyorsan fejlődött, hogy a század végére Luxemburgban volt a világon az egyik legmagasabb az egy főre jutó GDP. 2005-ben az adóbevételek egyharmada származott a szektorból.

## Fordítás
- Ez a szócikk részben vagy egészben  a   History of Luxembourg című angol Wikipédia-szócikk ezen változatának fordításán alapul.  Az eredeti cikk szerkesztőit annak laptörténete sorolja fel. Ez a jelzés csupán a megfogalmazás eredetét és a szerzői jogokat jelzi, nem szolgál a cikkben szereplő információk forrásmegjelöléseként.
- Ez a szócikk részben vagy egészben  a   Duchy of Luxemburg című angol Wikipédia-szócikk ezen változatának fordításán alapul.  Az eredeti cikk szerkesztőit annak laptörténete sorolja fel. Ez a jelzés csupán a megfogalmazás eredetét és a szerzői jogokat jelzi, nem szolgál a cikkben szereplő információk forrásmegjelöléseként.